# عاطفه گرگین
عاطفه گرگین روزنامه‌نگار، شاعر و نویسندهٔ معاصر ایرانی است.

## زندگی‌نامه و فعالیت‌ها
عاطفهٔ گرگین کار روزنامه‌نگاری را در روزنامهٔ اطلاعات آغاز کرد. در سال ۱۳۴۸ با خسرو گلسرخی ازدواج کرد.
۲۳ ساله بود که اولین کتاب خود بنام جنگ سحر را در نخستین سال‌های دههٔ ۱۳۵۰ منتشر کرد.
عاطفه گرگین در ۱۶ فروردین ۱۳۵۲ در حالی که در رادیو ایران کار می‌کرد و پس از دستگیری همسرش خسرو گلسرخی، دستگیر شد. در دادگاه نخست به یک سال و در دادگاه دوم به سه سال زندان محکوم شد. او سه سال و نیم در زندان بود و سرانجام در شهریور ۱۳۵۵ آزاد شد.
همسرش خسرو گلسرخی در ۲۹ بهمن ۱۳۵۲ در سن ۳۰ سالگی اعدام شد. عاطفه گرگین یک فرزند از خسرو گلسرخی بنام دامون دارد.
عاطفه گرگین در سال‌های ۱۳۵۸ و ۱۳۵۹ خورشیدی سردبیر مجموعه مقالات فصلی در گل سرخ بود. از این کتاب شش جلد در ایران منتشر شد.
عاطفه گرگین سپس به فرانسه رفت و هفت شماره از فصلی در گل سرخ را در اروپا نشر داد.
ایرج گرگین برادر عاطفه گرگین، روزنامه‌نگار و از مدیران پیشین تلویزیون ملی ایران بود که در ۲۳ دی ۱۳۹۰ در ویرجینیای آمریکا درگذشت.

## آثار
- فصلی در گل سرخ
- مجموعه شعری دربارهٔ کرامت دانشیان و خسرو گلسرخی
- کتاب شعر باد را باید کشت
- کتاب شعر معاشرت آبها
- کتاب شعر آب هم فکر می‌کرد[۲]

## نمونه‌ای از شعرها
از کتاب شعر آب هم فکر می‌کرد:
آب می‌گذشت و فکر می‌کرد/ زمین زیر خارها خمیازه می‌کشید
سنجاب کوچکی به کودکی لگد می‌زد زیر حریر ماه
و اعتماد در حرکت‌های پریشان روز / پریشان می‌شد
باغبان خاک در سمفونی آب، گیسوی آشفته زمین را تاب می‌داد
آب می‌گذشت و فکر می‌کرد / خسته‌ام از چشمه‌های تردید / از بیشه‌های اندوه
کجا می‌رود این رود / با زیبایی حیرت‌آورم؟

نمونه دیگر از شعر عاطفه گرگین:
پاره‌ای از تنم / و اندکی موج چشمانم/ در خیابان‌های تهران غلت می‌زد
رقص مرثیه‌ها / منقار مرغ شب
اندیشه سیاه و روسپی‌های زیبا در جامعه‌ای بی‌سر
سکوت عابران/ وزش دودی باد
زمان بدون من و من بدون زمان …

## از گفته‌های عاطفه گرگین
«من و خسرو یک عشق مشترک داشتیم و هنوز هم این عشق مشترک، یعنی «دوست داشتن مردم» در من ادامه دارد. خسرو مرا یاری کرده بود که بتوانم امروز هم انسان را دوست داشته باشم و امروز هم قبله‌گاه ما باز هم انسان است… خسرو گلسرخی همیشه در زندگی من جریان دارد. او نه تنها از یاد من نرفته‌است که از یاد مردم هم نرفته است».